# Mariana Gutiérrez
Mariana Gutiérrez (Ciudad de México, 30 de octubre de 1986) es una directora técnica mexicana, la directora de la Liga MX femenil.

## Trayectoria
Gutiérrez es directora técnica avalada por la Escuela Nacional de Directores Técnicos. También estudió una maestría en Negocios y comercialización de fútbol por el Johan Cruyff Institute. Además tiene una certificación por la Confederación de Fútbol de la Asociación del Norte, Centroamérica y el Caribe, así como por la Federación Internacional de Fútbol Asociación.
Fue supervisora en las Ligas Nacionales de la Federación Mexicana de Futbol.
Desde 2019 es directora de la Liga MX Femenil, según sus palabras, su apuesta en el fútbol femenil mexicano es «que haya jugadoras jóvenes en el nivel profesional, que cada vez sea mayor el interés del público, el crecimiento de las audiencias y el desarrollo digital».